# Turistická značená trasa 0930

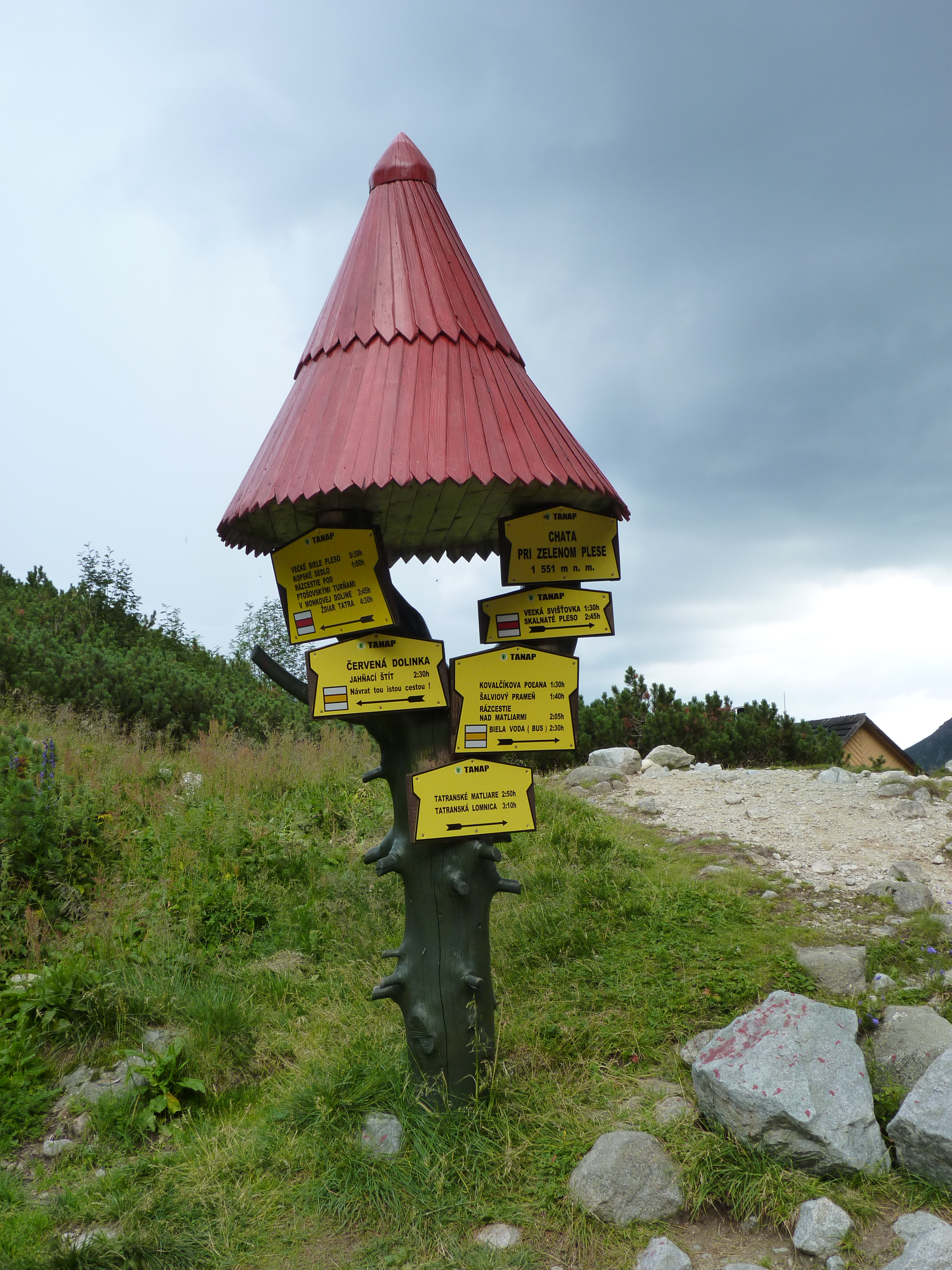
Rozcestník poblíž Zeleného plesa

 Turistická značená trasa 0930 je východní část Tatranské magistrály ve Vysokých Tatrách na Slovensku. Je značená červenou značkou a je určená pro pěší turistiku. Traverzuje úbočí všech jižních dolin. Z Podbanského stoupá přes Tri studničky k Jamskému plesu a pokračuje mírným klesáním Furkotskou dolinou ke Štrbskému plesu. Štrbské pleso značka těsně obchází a bokem Mengusovské doliny pomalu stoupá k Popradskému plesu. Za Popradským plesem následují serpentiny v prudkém svahu do sedla pod Ostrvou. Zde magistrála velice rychle vystoupá o 470 m a dosáhne své druhé nejvyšší nadmořské výšky. Také zde poprvé vystoupí trvale nad hranici lesa. Dále pokračuje Štôlskou a Batizovskou dolinou k Batizovskému plesu a stálým klesáním až do Velické doliny k hotelu Sliezsky dom u Velického plesa. Odtud chodník pokračuje Slavkovskou dolinou stálým klesáním opět až na úroveň lesa ke středisku Hrebienok. Ze střediska Hrebienok stoupá magistrála do ústí Velké Studené doliny a kolem Obrovského vodopádu přes Lomnickou vyhlídku na Skalnaté pleso. Zde už je opět nad úrovní lesa a nepřetržitým stoupáním vede do sedla pod Svišťovkou, kde dosahuje nejvyšší nadmořské výšky 2023 m. Následuje prudké klesání k Zelenému plesu a poslední, mírně stoupající úsek k Velkému Bílému plesu, kde končí.

## Přístupnost
Přístup veřejnosti po celé trase je možný pouze v letním období od 16. června do 31. října. Nepřístupné jsou v zimě úseky mezi Triganem a Sliezskym domem a mezi Skalnatým plesem a chatou u Zeleného plesa.

## Popis trasy
| vzdálenost km        | čas hod | nadmořská výška | místo                                            | souběžné trasy                                                            | navazující trasy                    | směr navazujících tras                      |
| -------------------- | ------- | --------------- | ------------------------------------------------ | ------------------------------------------------------------------------- | ----------------------------------- | ------------------------------------------- |
| 0,0                  | 0:00    | 935             | Podbanské (parkoviště)                           | 8851                                                                      | 0680                                | ↓ústí Úzké doliny                           |
| 0,0                  | 0:00    | 935             | Podbanské (parkoviště)                           | 8851                                                                      | 2901                                | ↑Pyšné sedlo                                |
| 0,05                 | 0:01    | —               | Podbanské (II/537)                               | 8851 II/537                                                               | II/537                              | ↓Pribylina                                  |
| 0,1                  | 0:02    | —               | Podbanské (most přes Belou)                      | 8851 II/537                                                               |                                     |                                             |
| 0,4                  | 0:10    | 950             | Pod Kravskou cestou / Podbanské                  | II/537 cyklotrasa 5859 8851                                               | II/537 cyklotrasa 007               | ↑Tri studničky                              |
| 0,4                  | 0:10    | 950             | Pod Kravskou cestou / Podbanské                  | II/537 cyklotrasa 5859 8851                                               | 8851                                | ↑Suché sedlo                                |
| —                    | —       | —               | Nadbanské (dolní konec)                          | cyklotrasa 2431                                                           | cyklotrasa 2431                     | ↓Liptovská Kokava                           |
| —                    | —       | —               | Nadbanské (horní konec)                          | cyklotrasa 2431                                                           | cyklotrasa 2431                     | ↑Malá Pálenica                              |
| 4,9                  | 1:30    | 1 250           | Nad Bytom                                        | 2902                                                                      | 2902                                | ↑Hlinská dolina/↑Vyšné Kôprovské sedlo      |
| —                    | —       | —               | nad Trema studničkama                            | 2902 5803                                                                 | 5803                                | ↑rázcestie v Kriváňskom žľabe               |
| 5,9                  | 1:45    | 1 140           | Tri studničky                                    | 2902 5803                                                                 |                                     |                                             |
| —                    | —       | —               | most přes Mláky                                  | 5803                                                                      |                                     |                                             |
| 6,5                  | 1:55    | 1 180           | bývalá Važecká chata                             | 5803                                                                      | 5803                                | ↑Štrbské pleso                              |
| 10,5                 | 3:10    | 1 455           | Jamské pleso                                     | 2903                                                                      | 2903                                | ↑Kriváň                                     |
| —                    | —       | —               | most přes Biely Váh                              | 2903                                                                      |                                     |                                             |
| 10,9                 | 3:20    | 1 455           | odbočka na Biely Váh                             | 2903                                                                      | 2903                                | ↓Jamrichovo rázcestie                       |
| —                    | —       | —               | most přes Furkotský potok                        |                                                                           |                                     |                                             |
| 12,8                 | 3:50    | 1 450           | pod Furkotou                                     |                                                                           | 8853                                | ↑Bystrá lávka                               |
| 15,2                 | 4:25    | 1 355           | Štrbské pleso (Liečebny dom Solisko)             | 8853                                                                      | 2836a                               | ↑Škutnastá poľana                           |
| 15,2                 | 4:25    | 1 355           | Štrbské pleso (Liečebny dom Solisko)             | 8853                                                                      | 2836a                               | ↓Tatranská Štrba                            |
| 15,2                 | 4:25    | 1 355           | Štrbské pleso (Liečebny dom Solisko)             | 8853                                                                      | 5803                                | ↓Tri studničky                              |
| 16,1                 | 4:40    | 1 350           | Štrbské pleso (pred Héliosom)                    | 8853                                                                      | 8853                                | ↑Bystrá lávka                               |
| —                    | —       | —               | most přes Mlynici                                |                                                                           |                                     |                                             |
| 16,1                 | 4:40    | 1 350           | Štrbské pleso (odbočka pri Héliose)              | NCH Cesta lesom medzi Plesom a plesom                                     | 8853                                | ↑Bystrá lávka                               |
| 17,8                 | 5:15    | 1 500           | Trigan                                           | NCH Cesta lesom medzi Plesom a plesom                                     | 5805                                | ↓↑Popradské pleso                           |
| —                    | —       | —               | most přes Hincov potok                           | NCH Cesta lesom medzi Plesom a plesom                                     |                                     |                                             |
| 20,3                 | 6:05    | 1 515           | nad Popradským plesem                            | NCH Cesta lesom medzi Plesom a plesom cyklotrasa 2866 trasa pro vozíčkáře | 2902                                | ↑Veľké Hincovo pleso/↑Vyšné Kôprovské sedlo |
| 20,3                 | 6:05    | 1 515           | nad Popradským plesem                            | NCH Cesta lesom medzi Plesom a plesom cyklotrasa 2866 trasa pro vozíčkáře | 2902                                | ↓železniční zastávka Popradské Pleso        |
| 20,3                 | 6:05    | 1 515           | nad Popradským plesem                            | NCH Cesta lesom medzi Plesom a plesom cyklotrasa 2866 trasa pro vozíčkáře | cyklotrasa 2866 trasa pro vozíčkáře | ↓železniční zastávka Popradské Pleso        |
| 20,5                 | 6:10    | 1 510           | Popradské pleso (chata u Popradského plesa)      | cyklotrasa 2866 trasa pro vozíčkáře                                       | 8854                                | ↓Symbolický cintorín                        |
| 20,5                 | 6:10    | 1 510           | Popradské pleso (chata u Popradského plesa)      | cyklotrasa 2866 trasa pro vozíčkáře                                       | 5805                                | ↓↑Trigan                                    |
| —                    | —       | —               | lávka přes Ľadový potok                          |                                                                           |                                     |                                             |
|                      |         |                 | ústí Zlomiskové doliny                           |                                                                           | neznačená odbočka                   | ↑Ľadové pleso                               |
| ↓Symbolický cintorín |         |                 | ústí Zlomiskové doliny                           |                                                                           | neznačená odbočka                   |                                             |
| 23,5                 | 7:30    | 1 966           | sedlo pod Ostrvou                                |                                                                           | neznačená odbočka                   | ↑Ostrva                                     |
| —                    | —       | —               | přechod přes Veľký Šum                           |                                                                           |                                     |                                             |
| —                    | —       | —               | přechod přes Malý Šum                            |                                                                           |                                     |                                             |
| 27,0                 | 8:45    | 1 890           | odbočka na Vyšné Hágy                            | 8855                                                                      | 8855                                | ↓Vyšné Hágy                                 |
| 27,5                 | 8:55    | 1 884           | Batizovské pleso                                 | 8855                                                                      |                                     |                                             |
| —                    | —       | —               | přechod přes Batizovský potok                    |                                                                           |                                     |                                             |
| 29,1                 | 9:25    | 1 700           | pod Suchým vrchom                                |                                                                           | 8856                                | ↓Na Velickom mostě                          |
| 31,1                 | 9:55    | 1 670           | Sliezsky dom most přes Velický potok             |                                                                           | 5806                                | ↑Polský hrebeň                              |
| 31,1                 | 9:55    | 1 670           | Sliezsky dom most přes Velický potok             | ↓Tatranská Polianka                                                       | 5806                                |                                             |
| 31,1                 | 9:55    | 1 670           | Sliezsky dom most přes Velický potok             | cyklotrasa 2865                                                           | ↓Tatranská Polianka                 |                                             |
| —                    | —       | —               | přechod přes Slavkovský potok                    |                                                                           |                                     |                                             |
| —                    | —       | —               | Slavkovské pliesko                               |                                                                           |                                     |                                             |
| —                    | —       | —               | přechod přes Štiavnik                            |                                                                           |                                     |                                             |
| 35,9                 | 11:20   | 1 357           | pod Slavkovským štítom                           |                                                                           | 2906                                | ↑Slavkovský štít                            |
| 35,9                 | 11:20   | 1 357           | pod Slavkovským štítom                           | ↓Nový Smokovec                                                            | 2906                                |                                             |
| 37,3                 | 11:45   | 1 355           | Hrebienok                                        | trasa pro vozíčkáře                                                       | 5807                                | ↓Bilíkova chata/↓vodopády Studeného potoka  |
| 37,3                 | 11:45   | 1 355           | Hrebienok                                        | trasa pro vozíčkáře                                                       | 5807                                | ↓Starý Smokovec                             |
| 37,3                 | 11:45   | 1 355           | Hrebienok                                        | trasa pro vozíčkáře                                                       | cyklotrasa 2864                     | ↓Starý Smokovec                             |
| 37,3                 | 11:45   | 1 355           | Hrebienok                                        | trasa pro vozíčkáře                                                       | pozemní lanovka                     | ↓Starý Smokovec                             |
| 38,6                 | 12:05   | 1 305           | nad Rainerovou chatou                            | trasa pro vozíčkáře                                                       | 2907                                | ↑Prielom                                    |
| 38,6                 | 12:05   | 1 305           | nad Rainerovou chatou                            | trasa pro vozíčkáře                                                       | 2907                                | ↓Tatranská Lomnica                          |
| 38,6                 | 12:05   | 1 305           | nad Rainerovou chatou                            | trasa pro vozíčkáře                                                       | trasa pro vozíčkáře                 | ↓Rainerova chata                            |
| —                    | —       | —               | pod Húpačkami most přes Veľký Studený potok      | 5807                                                                      | 5807                                | ↓vodopády Studeného potoka                  |
| —                    | —       | —               | Obrovský vodopád most přes Malý Studený potok    | 5807                                                                      |                                     |                                             |
| 40,3                 | 12:45   | 1 460           | pri Zamkovského chatě                            | 5807                                                                      | 5807                                | ↑Sedielko                                   |
| —                    | —       | —               | přechod přes Chotárny potok                      |                                                                           |                                     |                                             |
| 42,8                 | 13:40   | 1 700           | pri Skalnatej chatě                              | 5808                                                                      | 5808                                | ↓Tatranská Lomnica                          |
| —                    | —       | —               | Skalnatá chata                                   | 5808                                                                      |                                     |                                             |
| 43,5                 | 13:55   | 1 755           | Skalnaté pleso (restaurace a lanovky)            | 5808                                                                      | visutá lanovka                      | ↑Lomnický štít                              |
| 43,5                 | 13:55   | 1 755           | Skalnaté pleso (restaurace a lanovky)            | 5808                                                                      | kabinová lanovka                    | ↓Štart                                      |
| 43,5                 | 13:55   | 1 755           | Skalnaté pleso (restaurace a lanovky)            | 5808                                                                      | sedačková lanovka                   | ↑Lomnické sedlo                             |
| 43,6                 | 13:57   | 1 755           | Skalnaté pleso (jezero) most přes Skalnatý potok |                                                                           | 2908                                | ↓Štart                                      |
| 43,6                 | 13:57   | 1 755           | Skalnaté pleso (jezero) most přes Skalnatý potok | naučná stezka Skalnaté pleso                                              | kolem Skalnatého plesa              |                                             |
| —                    | —       | —               | Huncovská vyhliadka                              |                                                                           |                                     |                                             |
| —                    | —       | —               | přechod přes Huncovský potok                     |                                                                           |                                     |                                             |
| 46,2                 | 15:00   | 2 023           | sedlo pod Svišťovkou                             |                                                                           | odbočka k vrcholu                   | ↑Veľká Svišťovka                            |
| —                    | —       | —               | Čierne pleso                                     |                                                                           |                                     |                                             |
| —                    | —       | —               | Zelené pleso Kežmarské                           | 8861                                                                      | 8861                                | ↓Biela Voda (autobusová zastávka)           |
| 48,9                 | 16:15   | 1 550           | Chata u Zeleného plesa                           | 8861                                                                      | 8861                                | ↑Jahňací štít                               |
| 48,9                 | 16:15   | 1 550           | Chata u Zeleného plesa                           | 8861                                                                      | cyklotrasa 2860                     | ↓Biela Voda (autobusová zastávka)           |
| —                    | —       | —               | Trojrohé pleso                                   |                                                                           |                                     |                                             |
| 51,0                 | 16:50   | 1 615           | Veľké Biele pleso                                |                                                                           | 2911                                | ↑Kopské sedlo                               |
| 51,0                 | 16:50   | 1 615           | Veľké Biele pleso                                | ↓Tatranské Matliare                                                       | 2911                                |                                             |
| 51,0                 | 16:50   | 1 615           | Veľké Biele pleso                                | 5810                                                                      | ↓chata Plesnivec                    |                                             |